# Concentración de corriente
La concentración de corriente (también llamado efecto de la concentración de corriente, o CCE (Current crowding Effect) es una distribución no homogénea de la densidad de corriente a través de un conductor o semiconductor, especialmente en las proximidades de los contactos y en los uniones PN.
La concentración de corriente es uno de los factores limitantes de la eficiencia de los diodos emisores de luz. Materiales con una baja movilidad de portadores de carga, como por ejemplo el Arseniuro de galio-aluminio, son especialmente propensos a fenómenos concentración de corriente. Es un mecanismo de pérdida dominante en algunos, donde las densidades de corriente, especialmente alrededor de los contactos del lado P, alcanzan la parte de las características de emisión con menor eficiencia de brillo/corriente.
La concentración de corriente puede provocar un sobrecalentamiento localizado y formación de puntos calientes termales que, en casos catastróficos, conducen a la fuga térmica. La distribución no homogénea de la corriente también agrava los efectos de la electromigración y la formación de vacíos (véase, por ejemplo, el efecto Kirkendall). La formación de vacíos provoca la no homogeneidad localizada de la densidad de corriente, y el aumento de la resistencia alrededor del vacío causa un aumento de la temperatura localizada adicional, que a su vez acelera la formación del vacío. A la inversa, la disminución localizada de la densidad de corriente puede conducir a la deposición de los átomos migrados, lo que lleva a una mayor disminución de la densidad de corriente y una mayor deposición del material y la formación de montículos, lo que puede causar cortocircuitos.
En los transistores bipolares grandes la resistencia de la capa base influye en la distribución de la densidad de corriente a través de la región base, especialmente en el lado del emisor.
La concentración de corriente se produce especialmente en las zonas de menor resistencia localizada, o en áreas donde se concentra la intensidad de campo (por ejemplo en los bordes de capas).